# Белый, Артём Валерьевич
Артем Валерьевич Белый (бел. Арцём Валер'евіч Белы; род. 28 апреля 1997, Солигорск, Минская область) — белорусский футболист, вратарь клуба «Лида».

## Клубная карьера
Воспитанник солигорского «Шахтера», первый тренер — Андрей Михайлович Бас. С 2013 года находился в структуре футбольного клуба «Динамо» Минск. Несколько раз тренерский штаб минчан приглашал его на предсезонные сборы с основной командой, но из-за конкуренции он не смог стать даже вторым голкипером.
8 апреля 2016 года перешёл в футбольный клуб «Ислочь», подписав контракт на 3 года. За основной состав команды дебютировал 26 июля 2016 года. В матче 1/16 финала Кубка Беларуси против «Вертикали» Белый сменил Константина Руденка на 80 минуте. Дебютировал в Высшей лиге в 21 туре 10 сентября 2016 года в домашнем матче против «Минска». Уже на 4 минуте матча Руденок получил красную карточку, после чего на поле вышел Белый. Играя в меньшинстве, хозяева уступили со счетом 0:4. В сезонах 2017—2018 играл за дублирующий состав «Ислочи», не сыграв ни единого матча за основную команду. В декабре 2018 года по завершении контракта покинул клуб.
В начале 2019 года присоединился к дзержинскому «Арсеналу». Был основным вратарём и помог команде победить во Второй лиге. В феврале 2020 года покинул клуб из Дзержинска.
В апреле 2020 года попал в заявку на сезон казахстанского клуба «Байконур».
В 2021 году выступал за «Нафтан», но вышел на поле только один раз в кубковом матче. В марте 2022 года перешёл в «Лиду». В феврале 2023 года футболист продлил контракт с клубом ещё на сезон.

## Достижения
«Арсенал» Дзержинск
- Победитель Второй лиги: 2019

## Международная карьера
Вызывался в юношеские сборные Беларуси U-16, U-17 и U-18. 31 октября 2016 года впервые получил вызов в молодежную сборную Беларуси на товарищеский матч против сверстников из Украины.